# Lisandro Rosales Banegas

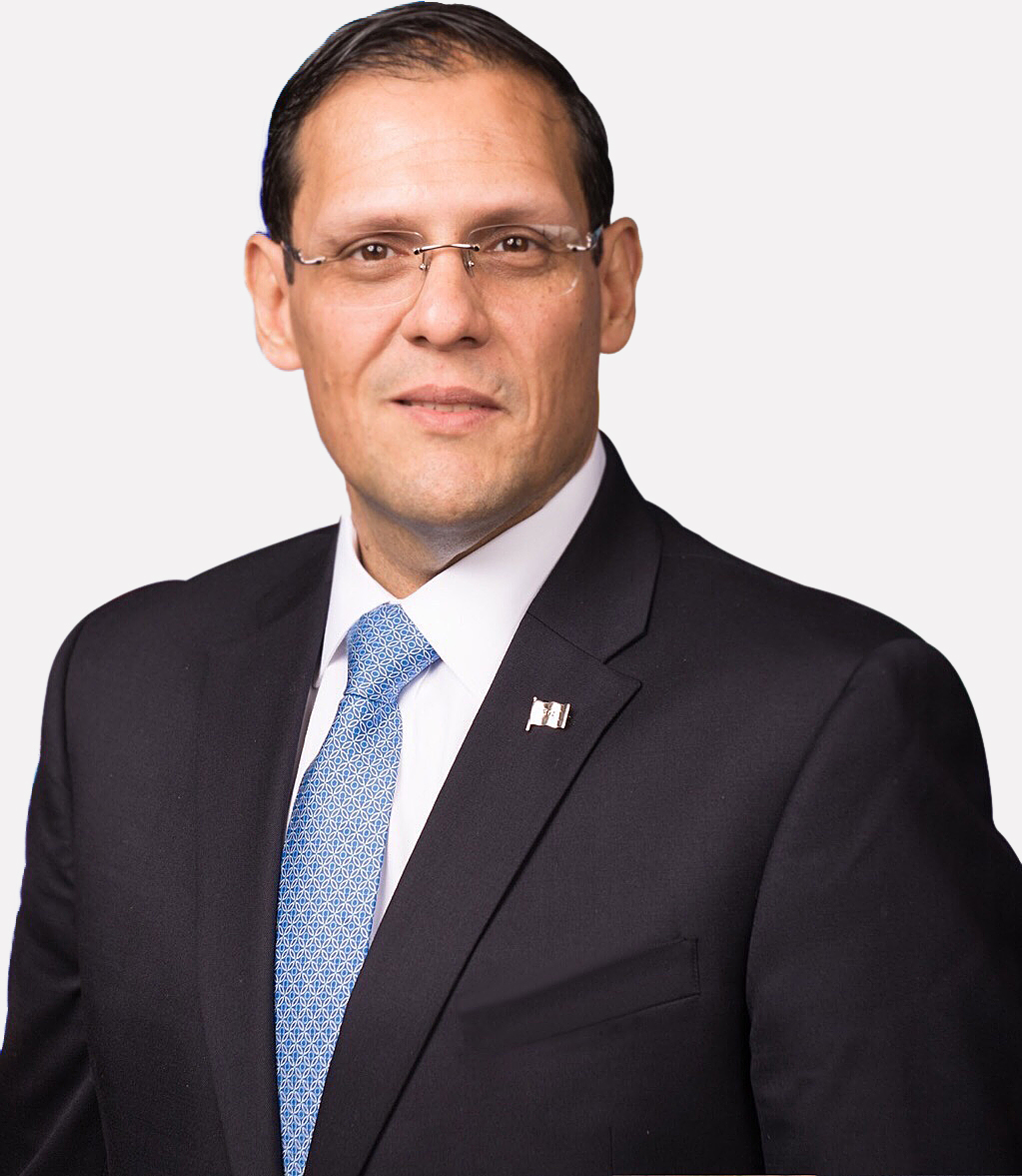
Lisandro Rosales Banegas (2016)

Lisandro Rosales Banegas (* 26. Dezember 1969 in Tegucigalpa) ist ein honduranischer Politiker. Seit Juli 2019 ist er Außenminister des Landes.

## Leben
Er studierte Verwaltungswissenschaft an der Universidad Tecnológica Centroamericana in Tegucigalpa. 2014 war er Minister für Entwicklung und soziale Integration. 2015 absolvierte er ein Aufbaustudium der Verwaltung von Sicherheits- und Verteidigungsinstitutionen an der National Defense University in Washington, D.C. Im Juli 2019 wurde er zum Außenminister ernannt.

## Familie
Lisandro Rosales Banegas ist der Sohn des Brigadegenerals und Politikers Marco Antonio Rosales Abella († 2014), der in den 1980er Jahren Militärattaché in der honduranischen Botschaft in den Vereinigten Staaten war. Er ist verheiratet und hat zwei Kinder.